# Joshua Humphreys
Joshua Humphreys (ur. 17 czerwca 1751 w Haverford, zm. 12 stycznia 1838 tamże) – amerykański szkutnik, konstruktor i budowniczy okrętów.

## Życiorys
W młodości Humphreys terminował w Filadelfii. Podczas wojny o niepodległość pracował jako projektant i odegrał wiodącą rolę w opracowaniu fregaty USS „Randolph” oraz innego, nigdy niezbudowanego okrętu o 74 działach.
Po wojnie wrócił do Filadelfii. Kiedy kongres zatwierdził ustawę morską mający na celu budowę sześciu fregat został powołany do roli głównego nadzorcy.
Pierwszy z okrętów, „United States” był wodowany 10 maja 1797 roku. Wszystkie sześć fregat brało udział w wojnie brytyjsko-amerykańskiej w 1812 roku.

## Rodzina
Był synem Joshuy Humphreysa i Sary Williams oraz wnukiem Daniela Humphreysa i Hanny Wynne (córki Thomasa Wynne'a). Jego brat, Charles Humphreys był młynarzem i politykiem – członkiem Kongresu kontynentalnego. Zamieszkiwał historyczną dziś rezydencję Pont Reading. Syn – Samuel Humphreys poszedł w ślady ojca i został szkutnikiem, a wnuk – Andrew Humphreys walczył po stronie unii w wojnie secesyjnej.